# Na ostrzu: Droga po złoto
Na ostrzu: Droga po złoto (ang. The Cutting Edge: Going for the Gold) – amerykański melodramat reżyserii Seana McNamary z roku 2006. Sequel klasycznego filmu o łyżwiarstwie figurowym - Na ostrzu.
Film otrzymał wiele pochwał, które przyczyniły się do powstania kolejnego sequela - The Cutting Edge 3: Chasing the Dream (2008).

## Obsada
- Christy Carlson Romano - Jackie Dorsey
- Ross Thomas - Alex Harrison
- Kim Kindrick - Heidi Clements
- Oksana Bajuł - osobistość telewizyjna
- Christine Lakin - Luanne
- Erik Audé - kelner
- Sean McNamara - pan Orange
- Moira Kelly - Kate Moseley
- Ryan Hansen - Scottie
- Scott Thompson Baker - Doug Dorsey
- Stepfanie Kramer - Kate Mosley-Dorsey

## Fabuła
Film rozpoczyna się udziałem Jackie - młodej i zdolnej łyżwiarki - w zawodach, w których odnosi kontuzję. Jednak szybko dochodzi do siebie po tym niefortunnym zdarzeniu i niedługo po wyjściu ze szpitala postanawia wrócić na lodowisko.
W czasie pobytu na wakacjach poznaje młodzieńca - Alexa, który, jak się okazuje, jest mistrzem letnich sportów ekstremalnych. Niestety ich znajomość szybko się kończy i Jackie wraca do domu. Łyżwiarka rozpoczyna ostre treningi i postanawia wziąć udział w olimpiadzie w konkurencji pary taneczne. Razem z matką urządzają casting na partnera Jackie. Najlepszym kandydatem okazuje się dawny znajomy dziewczyny - Alex, który do tej pory był tylko amatorem w jeździe na łyżwach. Oboje są szkoleni przez rodziców Jackie, którzy chcą, by ich córka, podobnie jak oni, zdobywała najlepsze wyniki. Mimo wielu sprzeczek, między dwójką młodych ludzi rodzi się miłość, jednak żadne z nich nie daje po sobie tego poznać. Dopiero podczas igrzysk Alex oznajmia Jackie, że ją kocha.

## Nagrody
| Rok  | Typ       | Nagroda                                      | Kategoria                                                                                |
| ---- | --------- | -------------------------------------------- | ---------------------------------------------------------------------------------------- |
| 2007 | nominacja | Amerykańska Gildia Reżyserów Filmowych (DGA) | Najlepsze osiągnięcie reżyserskie w programie skierowanym do młodego widza Sean McNamara |